# Baixada Melancólica
Baixada Melancólica (oficjalna nazwa Estádio Presidente Vargas) – stadion piłkarski, w Santa Maria, Rio Grande do Sul, Brazylia, na którym swoje mecze rozgrywa klub Esporte Clube Internacional.
Pierwszą bramkę ma stadionie zdobył João Abelin, zawodnik Internacional.